# Замок Хантли
Замок Хантли (англ. Huntly Castle) — шотландский замок, который расположен близ Хантли в области Абердиншир, в Шотландии.
Дункан, 2-й граф Файфа, получил усадьбу Стратбоги около 1190 года в качестве награды за служение Уильяму I в его битве против МакУильямса Морей. Вероятно, именно он построил замок на этом участке.
В 1204 году третий сын Эрла Дункана, Дэвид, унаследовал имущество его отца — крепость Стратбоги.